# 전채

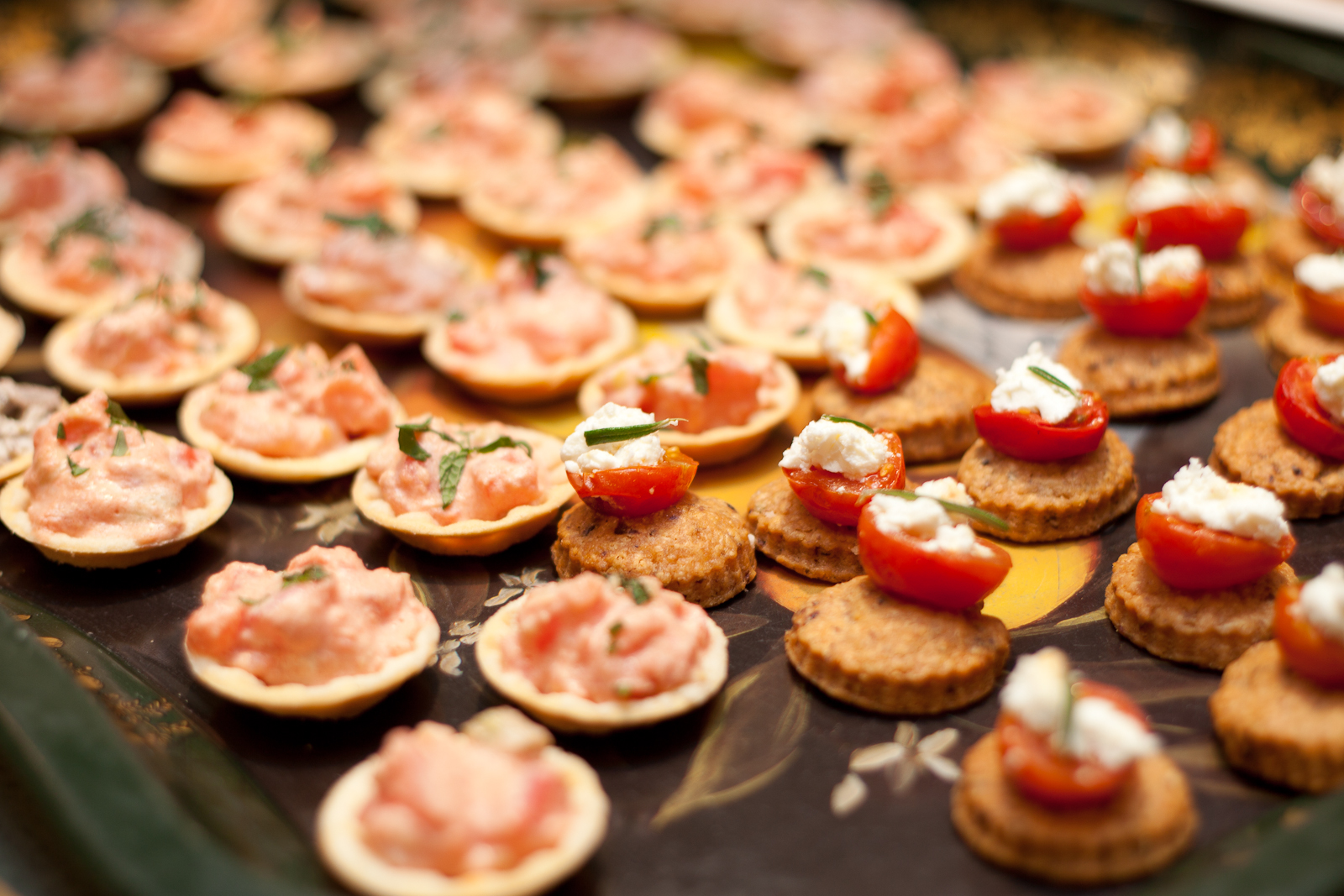

전채(前菜)는 식사 전에 식욕을 돋우기 위해 나오는 요리이다. 영어 애피타이저(appetizer)나 스타터(starter), 프랑스어 오르되브르(hors-d'œuvre)로도 알려져 있다. 대개 주요리보다는 작게 나오는 편이며, 포크, 나이프와 같은 조그만 수저로 먹는다. 손으로 집어먹는 핑거푸드일 때도 있다. 프랑스어로는 단수형과 복수형이 같다.
맛·모양·색 등을 고려하고, 다음 순서의 음식과 중복을 피한다. 작은 모양의 찬 음식이 많은데 훈제 연어·새우 칵테일·카나페·생굴 등이 있다.

## 종류
- 메제
- 아뮈즈부슈
- 안티파스토
- 오르되브르
- 자쿠스카
- 타파스